# Centro estetico

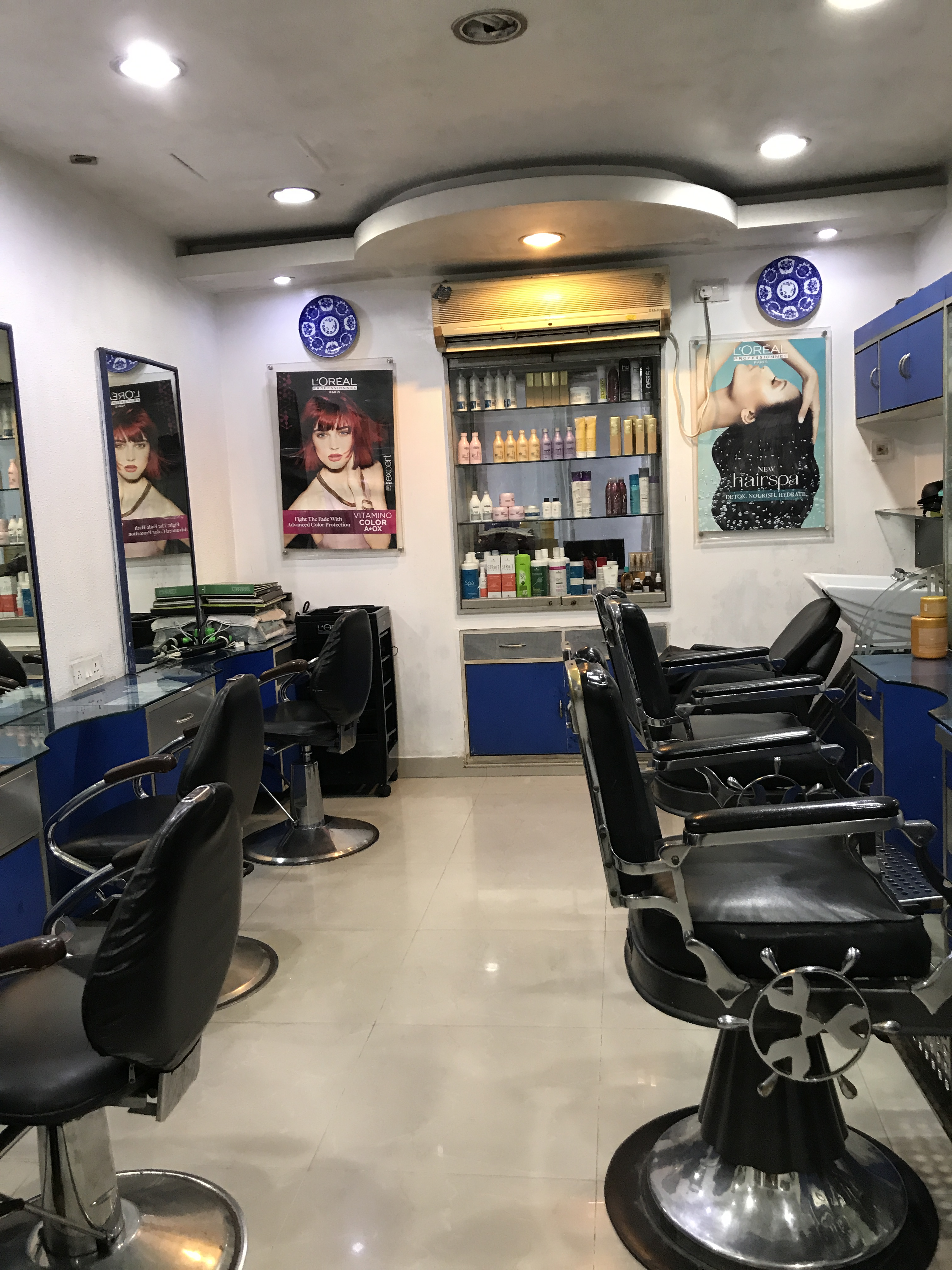
Interno di un salone di un centro estetico a Calcutta (India)

Il centro estetico o istituto di bellezza è un esercizio commerciale nel quale vengono effettuati trattamenti di sorta per la cura del corpo (applicazione di cosmetici, pulizia facciale, trattamenti delle unghie, manicure, pedicure, depilazione, cosmesi decorativa, ecc...) e che può talvolta essere dotato di aree relax.
In Italia presenta il codice ATECO 96.02.02.

## Storia
Esistono diversi antecedenti degli odierni centri estetici che si possono individuare nell'antichità. Tuttavia, secondo molti, fu la canadese Martha Matilda Harper ad aprire, nel 1888, il primo salone di bellezza. Il successo della sua intuizione portò alla nascita di una sua catena di oltre cinquecento negozi diffusi in più parti del mondo.

## Rischi per la salute
Come sottolinea la Occupational Safety and Health Administration, una scarsa igiene nei centri estetici può rivelarsi un fattore di rischio per chi vi opera. Stando a quanto riporta un articolo del giornale Infection and Drug Resistance del 2021, chi opera nei centri estetici è esposto a diversi rischi; i contatti fisici con i clienti o l'uso improprio di strumenti che possono ferire i clienti aumentano la probabilità di venire esposti ad agenti patogeni infettivi, tra cui batteri, virus e funghi. Pertanto, chi opera in tali luoghi, può incorrere nel rischio di contrarre malattie (HIV, epatite B, herpes, micosi), essere contagiato dai pidocchi e subire infezioni oculari e cutanee.